# Geraldo de Proença Sigaud
Geraldo de Proença Sigaud (Belo Horizonte, 26 settembre 1909 – Belo Horizonte, 5 settembre 1999) è stato un arcivescovo cattolico brasiliano.

## Biografia
Monsignor Geraldo de Proença Sigaud nacque a Belo Horizonte il 26 settembre 1909.

### Formazione e ministero sacerdotale
Compì gli studi primari nella sua città natale e quelli secondari in un collegio della Società del Verbo Divino. Nel 1932 conseguì il dottorato in teologia presso la Pontificia Università Gregoriana a Roma.
Il 12 marzo 1932 fu ordinato presbitero a Roma. Fu professore di teologia in diversi collegi e nel seminario maggiore di San Paolo con padre Antônio de Castro Mayer. Prestò servizio anche nella basilica di Nostra Signora del Carmine a San Paolo. Quando diede il suo sostegno a un libro scritto da Plinio Corrêa de Oliveira in cui si affermava che nell'Azione cattolica brasiliana si erano infiltrati dei comunisti fu sanzionato dal suo ordine e inviato in Portogallo nel marzo del 1946 per aprire la prima casa del suo ordine nel paese. Tuttavia conservò il favore del nunzio apostolico Benedetto Aloisi Masella che gli assicurò un rapido ritorno in Brasile.

### Ministero episcopale
Il 29 ottobre 1946 papa Pio XII lo nominò vescovo di Jacarezinho. Ricevette l'ordinazione episcopale il 1º maggio successivo nella basilica di Nostra Signora del Carmine a San Paolo dall'arcivescovo Carlo Chiarlo, nunzio apostolico in Brasile, coconsacranti il vescovo di Bragança Paulista José Maurício da Rocha e quello di Ribeirão Preto Manuel da Silveira d'Elboux. Il 4 maggio prese possesso della diocesi, una delle più grandi del paese con quasi due milioni di abitanti. Si dedicò alla formazione del clero e nel 1950 fondò il seminario minore. Completò i lavori della cattedrale diocesana e del palazzo episcopale. Appassionato di cause sociali, istituì la Sipal Colonizing Company nella città di Missal. Fondò la Facoltà di filosofia, scienze e lettere di Jacarezinho, oggi parte dell'Università statale del Paraná settentrionale.
Il 20 dicembre 1960 papa Giovanni XXIII lo nominò arcivescovo metropolita di Diamantina.
L'anno precedente il papa aveva deciso di convocare il Concilio Vaticano II. Durante i preparativi per il Concilio, monsignor Sigaud scrisse al cardinale Domenico Tardini, segretario di Stato, una lettera in cui descriveva la banconota da un dollaro degli Stati Uniti come prova di una cospirazione mondiale di massoni ed ebrei "contro l'ordine cattolico" e in cui affermava: "I capi dell'ebraismo internazionale hanno per secoli cospirato metodicamente e per un odio immortale contro il nome cattolico, la distruzione dell'ordine cattolico e per la costruzione di un impero ebraico mondiale". Nel 1962 monsignor Sigaud invocò il "combattimento controrivoluzionario", specialmente contro il comunismo e denunciò "l'implacabile nemico della Chiesa e della società cattolica... la rivoluzione". Determinato a organizzare e coalizzare i padri conciliari tradizionalisti e conservatori in opposizione ai vescovi più progressisti, nel 1963 fondò il Coetus Internationalis Patrum con l'arcivescovo francese Marcel Lefebvre e il vescovo connazionale Antônio de Castro Mayer, diventando in seguito il segretario del gruppo. Durante il Concilio, nel dicembre del 1963, presentò al cardinale Amleto Giovanni Cicognani una petizione firmata da 213 padri in cui si chiedeva la condanna del marxismo, del socialismo e del comunismo. Nel febbraio successivo presentò a papa Paolo VI una seconda petizione, firmata da 510 padri, per la consacrazione della Russia al Cuore Immacolato di Maria. Nonostante le sue inclinazioni conservatrici attuò il Novus ordo missae e la riforma liturgica nella sua diocesi e non appoggiò la Fraternità sacerdotale San Pio X di monsignor Marcel Lefebvre.
Il 10 settembre 1980 papa Giovanni Paolo II accettò la sua rinuncia al governo pastorale dell'arcidiocesi.
Morì a Belo Horizonte il 5 settembre 1999, all'età di 89 anni.

## Genealogia episcopale
La genealogia episcopale è:
- Cardinale Scipione Rebiba
- Cardinale Giulio Antonio Santori
- Cardinale Girolamo Bernerio, O.P.
- Arcivescovo Galeazzo Sanvitale
- Cardinale Ludovico Ludovisi
- Cardinale Luigi Caetani
- Cardinale Ulderico Carpegna
- Cardinale Paluzzo Paluzzi Altieri degli Albertoni
- Papa Benedetto XIII
- Papa Benedetto XIV
- Papa Clemente XIII
- Cardinale Marcantonio Colonna
- Cardinale Giacinto Sigismondo Gerdil, B.
- Cardinale Giulio Maria della Somaglia
- Cardinale Carlo Odescalchi, S.I.
- Vescovo Eugène de Mazenod, O.M.I.
- Cardinale Joseph Hippolyte Guibert, O.M.I.
- Cardinale François-Marie-Benjamin Richard de la Vergne
- Cardinale Pietro Gasparri
- Cardinale Carlo Chiarlo
- Arcivescovo Geraldo de Proença Sigaud, S.V.D.

## Araldica
| Stemma | Titolare                                                        | Descrizione |
|        | Geraldo de Proença Sigaud Arcivescovo metropolita di Diamantina | Inquartato cucito: al I e IV quarto: partito cucito, al primo di verde all'aquila bicipite di nero armata e rostrata d'oro, al secondo d'azzurro a cinque gigli d'oro; al II e III quarto di rosso, al leone rampante d'oro, tenente un fuoco al naturale; caricato sul tutto di uno scudetto d'argento alla croce latina di nero, piantata su un monte dello stesso. Ornamenti esteriori da arcivescovo metropolita. Motto: "Da per Matrem" |